# Liatongus testudo
Liatongus testudo là một loài bọ cánh cứng trong họ Bọ hung (Scarabaeidae).